# مرسل نبی‌زاده
مرسل نبی‌زاده (۱۳۷۲ – ۲۴ دی ۱۴۰۱ در کابل) سیاستمدار اهل افغانستان و عضو هفدهمین و آخرین دورهٔ مجلس نمایندگان افغانستان بود.
مرسل نبی‌زاده شب ۲۴ دی ۱۴۰۱ به همراه یک محافظ‌ خود در منزل‌ شخصی واقع در در منطقۀ احمدشاه‌بابا پلچرخی مربوط  ناحیۀ دوازده کابل توسط افراد ناشناس با شلیک گلوله به قتل رسید.

## فعالیت‌های سیاسی
مرسل نبی‌زاده، زادهٔ ولسوالی رودات از ولایت ننگرهار افغانستان بود و و در سال ۲۰۱۹ در ۲۶ سالگی وارد آخرین دورهٔ ولسی جرگه شد. او پس از حملهٔ طالان نیز همچنان ساکن کابل بود و چند نهاد غیردولتی ایجاد کرده‌بود. نبی‌زاده، منتقد سیاست‌های طالبان و فشار آنان بر زنان افغان بود. وی پیش از عضویت در مجلس نمایندگان سر معلم یکی مکتب خصوصی بود. در دو دوره‌ی اخیر، از مردم ولایت لغمان در پارلمان حکومت پیشین کشور نماینده‌گی کرده است.

## ترور
در شامگاه ۲۴ دی ۱۴۰۱، مرسل نبی‌زاده توسط افراد ناشناس ترور شد . بادیگارد وی نیز در این حمله کشته‌شد و برادرش زخمی شد. مادر وی در مصاحبه با طلوع‌نیوز گفت:
صدای فیر (تیراندازی) شنیدیم، وقتی پایین آمدیم دخترم در خون غلتیده بود همراه بچیم (پسرم) [که زخمی شده بود]؛ محافظ او هم کشته شده بود.

## علت ترور
سیاست‌مداران افغانستان مرگ مرسل را ناشی از دو علت می‌دانند. وی علاوه بر مشکلات سیاسی مشکلات خانوادگی نیز داشت و طور دقیق معلوم نیست که مشکل از طرف خانوادهٔ نبی‌زاده بوده یا از طرف همسر سابقش؛ اما کشمکش‌های خانواده‌گی از دیر زمانی میان دو خانواده وجود داشته‌است.
علت دوم آن سیاسی است. پس از تسلط طالبان بر افغانستان در ۲۴ ماه اسد پارسال بسیاری از اعضای مجلس نمایندگان افغانستان را ترک کردند، اما مرسل نبی‌زاده و شمار دیگری از اعضای پیشین مجلس نمایندگان در کابل ماندند. براساس گزارش‌های منتشر شده از سوی رسانه‌ها، پس از حاکمیت گروه طالبان قتل‌های مرموز زنان به گونه‌های مختلف در سراسر کشور افزایش یافته‌است. گفته می‌شود نبود حکومت پاسخگو و عقده‌های شخصی و فساد امنیتی و سیاسی دست به دست هم داده شهروندان افغانستان را  به یک جغرافیایی نا امن مبدل ساخته که دوست و دشمن قابل تفکیک نیست.

### واکنش‌ها
شماری از کاربران فضای مجازی و فعالان، ترور وی را هدفمند خواندند.
- عبدالله عبدالله، رئیس شورای عالی مصالحه ملی پیشین، دربارهٔ مرسل نبی‌زاده گفت: «او خدمت‌گذار مردم بود که مظلومانه جان داد.»
- میر رحمن رحمانی، رئیس مجلس نمایندگان افغانستان نیز از نهادهای حقوق بشری خواست تا این مسئله را «به‌صورت بی‌طرفانه و همه‌جانبه تحقیق و بررسی» کنند. او در حساب کاربری فیسبوکش نبی‌زاده را «از جوانان تحصیل کرده و خدمتکار مردم» توصیف کرده که «همواره از وی به عنوان نمایندهٔ راستین ملت یاد می‌شد.»
- هانا نیومن، نماینده پارلمان اروپا از آلمان اعلام کرد از کشته شدن بی‌رحمانه مرسل نبی‌زاده، نماینده کابل در پارلمان پیشین افغانستان «غمگین و خشمگینم». همچنین وی، با انتشار یک توئیت که عکسی از مرسل نبی‌زاده را منتشر کرده، نوشت: «من غمگین و خشمگینم و می‌خواهم دنیا بداند! او در تاریکی کشته شد، اما طالبان نظام آپارتاید جنسیتی خود را در روشنایی روز کامل می‌سازد.»[۳]
- مهدی راسخ، نماینده پیشین پارلمان نیز گفت: «حادثه کشته شدن بیانگر واقعیت نگران کننده رشد تروریسم، افراطیت و بی‌ثباتی بوده و نشان می‌دهد که نه تنها در افغانستان زیر سایه حاکمیت طالبان هیچ‌کسی مصون نیست، بلکه همه روزه شخصیت‌ها، نخبه گان فکری، سیاسی و اجتماعی به اشکال مرموز به قتل می‌رسند».[۴]
- کنفدرالیسم زنان کردستان (ک.ژ.ک) طی بیانیه‌ای ضمن محکوم کردن قتل مرسل نبی‌زاده با زنان افغانستانی و مبارزات آنان علیه مردسالاری و سرمایه‌داری اعلام همبستگی کرد و مبارزات مشترک زنان با فلسفۀ «زن، زندگی، آزادی» را تضمین‌کنندۀ آزادی و برابری دانست.[۹]